# 幪面超人劍
《假面騎士劍》，是由日本東映製作的《假面騎士系列》第5部平成系列特攝作品，於2004年（平成16年）1月25日至2005年1月23日期間每週日上午8時在朝日電視台首播。

## 作品特色
- 首次設定假面騎士為一份受薪職業。
- 主題為「撲克牌」，其元素於騎士的名字與造型、卡牌招式、怪人等級均可體現
- 騎士設定既繼承前作的金屬感，但同時回歸到以「昆蟲」為藍本，並且以撲克牌的花色為記號，明示總共存在4位假面騎士。
- 本作將平成騎士前四作的特色都融入到一些設定中，同時早在劇情前段很間接地暗示過結局伏筆。
- 中途更換製作組，並且更換嶄新主題曲。
- 「格連」(橘朔也)、「卡里斯」(相川始)於劇情分段佔據重要地位，前者與主騎的變身系統一致、並且多數時間協力戰鬥，後者則是對應劇集的主題般存在、演員排位份屬男二。因此本作誰是二騎，成為全平成系列最大的爭論之一，最終於2019年官方給出正式答案，二騎是格連。其實相同標準，一直可見於其他作品，例如《假面騎士555》。

## 故事概要
一萬年前，「神」創造了53隻稱之為「不死者」（UNDEAD）的生物，牠們互相戰鬥（劇中稱為BATTLE FIGHT），而最終的勝利者便可以統治地球，創造自己的理想世界，激戰之末人類UNDEAD打敗其餘52隻UNDEAD，創造了一個以人類為中心的和平世界。
一萬年後的現在，人類偶然發現記載UNDEAD戰鬥的遺跡（統稱人類基盤）和封印52隻UNDEAD的卡片，為了研究這些遺跡，研究員成立了人類基盤史研究所（通稱BOARD）。BORAD的研究員廣瀨義人為了尋求令死去妻子復活的方法，竟意外解放了大部份UNDEAD。BOARD有鑒於此，立即開發出封印UNDEAD的系統，稱之為「騎士系統」：人類藉著和UNDEAD融合，變身成假面騎士對抗UNDEAD，劍崎一真（劍）及橘朔也（金幣）分別被選為兩套假面騎士系統的著裝員。
劇情便由BOARD研究所被攻擊，橘朔也疑似擄走所長開始。而後延伸出不死者間的鬥爭與鬼牌不死者——相川始，尋找人類情感為主軸。

## 故事背景

### BOARD
人類基盤史研究所。為了研究一萬年前UNDEAD戰鬥的遺跡（統稱人類基盤）和封印52隻UNDEAD的卡片而成立。
研究員廣瀨義人為了尋求令死去妻子復活的方法，竟意外解放了大部份UNDEAD，導致BOARD研究所被攻擊。
BOARD有鑒於此，立即開發出封印UNDEAD的系統，稱之為「假面騎士系統」。
劍崎和橘皆為BOARD的員工，職位為“假面騎士”。而天王路理事長在第45話開除劍崎和橘。

### 楓木
栗原遙香經營的咖啡店。其中一間房借出作為相川始居所。
亦是主角等人交換情報的地方。
於《假面騎士ZI-O》中該店面已經由其女兒栗原天音接替打理。

## 用語

### 假面騎士系統
BOARD有鑒於大部份UNDEAD被意外解放，先後開發了Garren和Blade兩個系統以封印UNDEAD，解除UNDEAD對人民的禍害。
人類藉著和UNDEAD融合，變身成假面騎士對抗UNDEAD。
第32話揭示了Board所研發的騎士系統實是整合了Joker的數據而成，亦即暗示了Blade、Garren和Leangle 以“腰帶”為變身驅動器實是參考了存在於Joker自身體內的腰帶。
此系統其實是天王路為了減少競爭者以便成為Battle Fight的勝利者，讓新的物種稱霸地球，自己則成為新物種的領袖永遠統治世界而要求烏丸所長開發將Undead打倒並重新封印的Rider System。
該系統共有52張卡牌（未計算Joker，均是對應撲克牌），每個花式對應著不同的假面騎士，如Blade代表黑桃、Chalice代表紅心、Leangle代表梅花和Garren代表方塊。雖然52張卡牌的命名都不同，但共通點是A代表Change（變身用），J代表Fusion（融合），Q代表Absorb（吸收），和K代表Evolution（進化）。而6代表每個假面騎士的屬性牌。其中使用J和K的卡牌均分別可以進化成Jack Form和King Form，但必須要用覺醒融合器先插入Q卡牌才可插入J或K卡牌。

#### 變身器（Buckle）
Blade、Garren和Leangle的共同裝備。籍將相應的類別Ace覺醒卡插入後變身成相應的假面騎士。
早期的BlayBuckle和Garren Buckle的變身話音為“Turn Up”。後來出現的Leangle Buckle的變身話音則為“Open Up”。變身方式亦跟前兩者不同。
第32話揭示了Board所研發的騎士系統實是整合了Joker的數據而成，亦即暗示了Blade、Garren和Leangle 以“腰帶”為變身驅動器實是參考了存在於Joker自身體內的腰帶。

#### 覺醒融合器（Rouse Absorber）
乌丸所長前往西藏後拼命研發出的外掛道具。需要插入類別Q覺醒卡啟動。Blade、Garren和Leangle變身成Jack Form和King Form的必要道具。
目前有2部，分別為Blade和Garren所使用。其中Garren的在42集借給Leangle使用變身成King Form，但變身成King Form不成功之餘還將蜘蛛不死者(梅花A)分離出來。

### 形態

#### Jack Form
籍插入類別Q並刷入類別J覺醒卡至覺醒融合器後所變身而成的形態。目前只有Blade和Garren擁有。
由於跟Blade和Garren相應的類別J不死者皆是飛行生物，變身成此形態意味著變身者會得到飛行能力，並能進行空中戰鬥。而綜合戰鬥力都會有所提升。
而在S.I.C.的原創小說劇情中，睦月在得到烏丸所長的認可後也使用覺醒融合器變身過，由於融合對象是力量型的大象Undead因此外觀上和另兩人出入甚大。此型態的Lengle雙拳會裝上大型拳甲而巨大化，擁有厚重裝甲及伴隨卡片效果而來的強大力量及身體能力，並且可以使用和大象Undead一樣的鐵球武器
變成此型態時，騎士的武器會出現對應變化，在其武器上會裝備一個名為「閃光刃」的單刃劍刃而成為強化型。因此在此型態下Garren能夠以醒槍進行接近戰

#### King Form
籍插入類別Q並刷入類別K覺醒卡至覺醒融合器後所變身而成的形態。目前只有Blade擁有。
原意只是變身者和相應的類別K不死者進行融合，但劍崎過高的融合系數導致其King Form變成跟13隻不死者融合，而不僅僅是跟類別K不死者融合。劍崎亦因此擁有和Joker接近的身體，亦導致相川始的Joker特性覺醒。
劍崎在變成這個型態時受到同時跟13隻不死者融合的影響，全身上下的盔甲都刻上了不死者的紋章，能夠透過這些紋章直接發動卡片能力或是把想用的卡片實體化。另外烏丸所長說他原本預想的King Form在外表上跟劍崎所用的就有可見差異。
由於劍崎的King Form是跟13隻不死者融合，多次變身成此形態會有身體被不死者同化的副作用。劇終時由於劍崎不願殺害當時唯一的不死者—由相川始變身而成的Joker，劍崎利用King Form的副作用讓自己變成第二隻Joker，讓極限之戰不致於停止，地球不致於滅亡。
Chalice亦有類似形態—Wild Form。跟Blade King Form相同於同樣是跟13隻不死者融合。不同在於Chalice不需依靠覺醒融合器都可變身，而且此型態可以讓相川始Joker的本性完全抑制。
Garren在第47話雖然成功封印長頸鹿鋸鍬形蟲不死者(方塊K)，但Garren Buckle亦同時損毀，因此Garren不能變身成King Form。Leangle在42集借用Garren的覺醒融合器唯一一次變身成King Form不成功之餘還將蜘蛛不死者(梅花A)分離出來。因此此作沒有出現純粹的King Form。
而在S.I.C.的原創小說劇情中，Garren有自己的King Form，身體部分和Blade有些酷似，但是Blade身上是不死者紋章的部分都變成了撲克牌中方塊的圖案（也就是Garren的代表標誌）的立體裝飾，頭部則跟Blade類似的，是融和了方塊K的不死者的造型。小說中這個型態背後有披風，模型商品則說明這個披風是可以收納的翼。
這類型態下Blade會有專屬武器重醒劍，是一把有著高加索大兜蟲造型的大劍，和原本的醒劍可以以二刀流的方式使用。Garren的King Form上也有類似的強化武器

### Undead Searcher
不死者搜尋器。有手機和手提電腦2種類型。
當感應到Undead一定程度的攻擊頻率後，會響起警報，畫面會顥示數量，類別和距離。而假面騎士變身後亦會出現於畫面內。
此搜尋器除了能感應到Undead外，還可以感應到Dark Roaches，但感應不到Trial怪人。

### Board Stone
人類基盤史之石，記載住各個不死者的原仍。現存於西藏。
烏丸視之為Board的起始。

### 次文化
出自本作第一話中劍崎的台詞「（你真的背叛我們了嗎！？）」，當時椿隆之唸台詞口齒不清，這句話在日本地區的粉絲耳中就變成了，之後相關的惡搞在2ch等網站上漸漸的受歡迎，而衍生出此迷因。
除了上述台詞，本作中尚有大量台詞也因為發音不清晰，或是剛好存在著非常好笑的音近字而成為網友惡搞素材，甚至連一部分角色歌的歌詞諧音都變成了哏（例如Rebirth歌詞中的「Got to be strong 」被聽成了）。
對此，椿隆之本人則是大方的接受，他和其餘主演不時也會發表以書寫的推特或是部落格文章。
其特色包括字體使用半形片假名，配合假面騎士劍的人物的顏文字，以及主要用語均出自原作台詞。
- LoveLiver劍崎

2014年，椿隆之在推特上說到自己成為了《LoveLive!》的粉絲，最喜歡的角色是西木野真姬。自此以後有關的二次創作變得相當多。
由於兩部作品都有高度知名度及大量的惡搞素材，再加上原有的文化，使得這類型的惡搞非常多。

## 登場假面騎士
本作登場的假面騎士都是以各自屬性(黑桃、方塊、紅心、梅花，以及劇場版騎士的人工屬性)的類別A卡片變身成基本形態，並且使用由BOARD研發的變身器變身(Chalice除外)。
第32話揭示了Board所研發的騎士系統實是整合了Joker的數據而成，亦即暗示了Blade、Garren和Leangle 以“腰帶”為變身驅動器實是參考了存在於Joker自身體內的腰帶。
各種屬性的13張卡牌雖然擁有各自的能力，但以下類別的卡牌功能一樣，如：
- 類別A均用作變身成基本形態之用
- 類別5均為踢擊牌，如該假面騎士需要使用騎士踢時會使用該類別的卡牌
- 類別6均為各假面騎士的屬性牌，使用必殺技時通常配搭使用
  - 黑桃為雷電
  - 方塊為火焰
  - 紅心為龍捲風
  - 梅花為暴風雪
- 類別Q均為吸收牌，作用為各假面騎士進化成Jack Form及King Form的鑰匙
- 類別J均為融合牌，可令各假面騎士進化成Jack Form，必須配合類別Q使用[1]
- 類別K均為進化牌，可令各假面騎士進化成King Form，必須配合類別Q使用，為各假面騎士的最終形態[2][3][4]

### 假面騎士Blade
假面騎士Blade（仮面ライダーブレイド，Masked Rider Blade）。
變身者：劍崎一真
BOARD研發的第二個騎士系統。由劍崎一真使用黑桃A覺醒卡填裝入腰帶後變身而成（音效為『TURN UP』）。以從黑桃6覺醒卡得到的雷之能量為中心力量進行戰鬥，武器為醒劍。善於劍術戰。
另外，劍崎堅強的意志和強烈憤怒的情緒與劍之騎士系統有著很高的融合性，在這個作用下，曾經出現過在通常型態都可以打倒上級UNDEAD的爆發狀態。

#### 變身模式
| 型態名稱           | 簡介 | 外觀 | 能力 | 必殺技 |
| 通常型態           | 原文： 劇中的主要形態，利用不死者卡片「黑桃A（Change Beetle）」變身的形態 身高：201cm 體重：101kg 拳擊力：2.8t 踢擊力：4.8t 跳躍力：33m 行動速度：100m per 5.7s                                              | 以黑桃A—甲蟲不死者的外貌為主體，胸前有黑桃標記。以藍色和銀色為主，擁有紅色複眼                                                                      | 無特殊能力，依照不死者卡片原有的能力發揮 | Lightning Slash（雷霆裂斬） 配合卡牌黑桃2+6使用。能向敵人使出雷電斬擊。 Lightning Blast（雷霆爆裂） 配合卡牌黑桃5+6使用。劍的騎士踢，踢擊追加雷電。 Lightning Sonic（雷霆音速） 配合卡牌黑桃5+6+9使用。劍的另一個騎士踢，以Lightning Blast為基礎再提升劍的速度。                                                                                                  |
| Jack Form 騎士形態 | 原文： 第26話登場。劇中的第二形態，利用不死者卡片「黑桃Q（Absorb Capricorn）」和「黑桃J（Fusion Eagle）」變身的形態 身高：201cm 體重：111kg 拳擊力：3.5t 踢擊力：5.5t 跳躍力：133m 行動速度：100m per 4.6s   | 以黑桃A—甲蟲不死者的外貌為主體，胸前的黑桃標記加上黑桃J—鷹不死者的標記。以藍色和金色為主，擁有紅色複眼                                              | 融合鷹不死者(黑桃J)之力，綜合能力有所提升，而且可飛行作空中戰鬥。                                                                                               | Lightning Slash（雷霆裂斬） 配合卡牌黑桃2+6使用。能向敵人使出雷電斬擊。由於是Jack Form的關係，使用必殺技時追加了飛行能力同時亦提升了斬擊能力。 |
| King Form 皇帝形態 | 原文： 第34話登場。劇中的最終形態，利用不死者卡片「黑桃Q（Absorb Capricorn）」和「黑桃K（Evolution Caucasus）」變身的形態 身高：201cm 體重：131kg 拳擊力：4.5t 踢擊力：7t 跳躍力：25m 行動速度：100 per 6.6s | 以黑桃K—高加索大兜蟲不死者的外貌為主體，胸前的黑桃標記印有黑桃K—高加索大兜蟲不死者的印記 。四肢覆蓋其他黑桃類不死者的標記，以金色為主，擁有紅色複眼 | 綜合13張黑桃不死者卡片力量於一身，戰鬥力達到極致的境界，是劍的最強形態 但由於該型態是同時使用13個不死者的能力，所以如過度使用的話變身者的身心會逐漸與不死者同化 | Straight Flush（同花順） 配合卡牌黑桃2+3+4+5+6和武器Blay Rouzer及King Rouzer使用。向敵人使出雙重斬擊。 Royal Straight Flush（同花大順） 配合卡牌黑桃10+J+Q+K+A和武器King Rouzer使用。向敵人使出强力斬擊，而斬擊的强大衝擊力可波及周遭的人和物。 Four Of A Kind（四條） 配合卡牌黑桃6+紅心6+方塊6+梅花6+黑桃K和武器King Rouzer使用。配合4種類型6的卡牌使出的斬擊。 |

### 假面騎士金幣
假面騎士金幣（仮面ライダーギャレン）
變身者：橘朔也
BOARD研發的第一個騎士系統，善於槍戰。由橘朔也使用方塊A填裝入腰帶後變身而成（音效為『TURN UP』）。
因為比劍更早投入戰鬥，所以初期回收的卡片也比劍要多。
故事之初因為橘的恐懼心作祟一直侵蝕著橘的身體而無法發揮正常實力，第15話起橘克服恐懼後則展現出了驚人的實力。

#### 變身模式
| 型態名稱           | 簡介 | 外觀 | 能力                                                                        | 必殺技 |
| 通常型態           | 原文： 劇中的主要形態，利用不死者卡片「方塊A（Change Stag）」變身的形態 身高： 體重： 拳擊力： 踢擊力： 跳躍力： 行動速度：                                             | 以方塊A—鍬形蟲不死者的外貌為主體，胸前有方塊標記。以紅色和銀色為主，擁有綠色複眼                           | 無特殊能力，依照不死者卡片原有的能力發揮 故事早期因橘的心理因素導致實力減弱 | Burning Smash（烈焰破碎） 配合卡牌方塊5+6使用。金幣的騎士踢，踢擊追加火焰。使出時跳躍於空中轉體再向敵人作雙重踢擊。 Burning Divide（烈焰破碎• 分身連舞） 配合卡牌方塊5+6+9使用。金幣的另一個騎士踢，以Burning Smash為基礎再追加分身能力。 Burning Shot（烈焰加農） 配合卡牌方塊2+4+6使用。能向敵人作出機關槍式的火焰射擊。 |
| Jack Form 騎士形態 | 原文： 第30話登場。劇中的第二形態，利用不死者卡片「方塊Q（Absorb Serpent）」和「方塊J（Fusion Peacock）」變身的形態 身高： 體重： 拳擊力： 踢擊力： 跳躍力： 行動速度： | 以方塊A—鍬形蟲不死者的外貌為主體，胸前的方塊標記加上方塊J—孔雀不死者的標記。以紅色和金色為主，擁有綠色複眼 | 融合孔雀不死者(方塊J)之力，綜合能力有所提升，而且可飛行作空中戰鬥。         | Burning Smash（烈焰破碎） 配合卡牌方塊5+6使用。格連的騎士踢，Jack Form形態時提升踢擊。 Burning Shot（烈焰加農） 配合卡牌方塊2+4+6使用。Jack Form形態時追加了空中射擊。 |

### 假面騎士聖杯
假面騎士聖杯（仮面ライダーカリス）
變身者：相川始
由相川始在Joker自身的腰帶上刷下紅心A覺醒卡變身而成（音效『CHANGE』），造型為螳螂（實際上就是紅心A不死者的樣子）。
CHALICE意為“看上去美味的東西”，這裡也是寓意相川始看似假面騎士，實際上卻是一個徹頭徹尾的怪物——JOKER。
CHALICE也是聖杯的意思，暗示其作為JOKER的存在。
除此之外，卡里斯亦可透過讀卡器變成其它不死者。
第32話揭示了Board所研發的騎士系統實是整合了Joker的數據而成，亦即暗示了Blade、Garren和Leangle 以“腰帶”為變身驅動器實是參考了存在於Joker自身體內的腰帶。

#### 變身模式
| 型態名稱           | 簡介 | 外觀                                                                 | 能力                                                                     | 必殺技 |
| 通常型態           | 原文： 劇中的主要形態，利用不死者卡片「紅心A（Change Mantis）」變身的形態 身高： 體重： 拳擊力： 踢擊力： 跳躍力： 行動速度：                  | 除腰帶部分外全身跟紅心A—螳螂不死者一模一樣。以黑色為主，擁有紅色眼睛 | 無特殊能力，依照不死者卡片原有的能力發揮                                 | Spinning Wave（螺旋湧浪） 配合卡牌紅心3+6使用。能向敵人作出旋轉斬擊。 Spinning Attack（螺旋衝擊） 配合卡牌紅心5+6使用。聖杯的騎士踢。能向敵人作出旋轉踢擊。 Spinning Dance（龍捲貫舞） 配合卡牌紅心4+5+6使用。聖杯的另一個騎士踢。與Spinning Attack差不多，不同的是該招的龍捲風比其它Spinning的必殺技更大，而且制空時間更長。 |
| Wild Form 狂野型態 | 原文： 第37話登場。劇中的第二形態，利用不死者卡片「紅心K（Evolution Paradoxa）」變身的形態 身高： 體重： 拳擊力： 踢擊力： 跳躍力： 行動速度： | 以紅心K以幽靈螳螂不死者的外貌為主體，以紅色和綠色為主，擁有綠色眼睛  | 綜合13張紅心不死者卡片力量於一身，戰鬥力達到極致的境界，是聖杯的最強形態 | Wild Cyclone（狂嘯疾風） 使用由13張紅心卡牌合體而成的Wild卡牌，再配合武器Wild Rouzer使出極具破壞力的能量波。 |

### 假面騎士Leangle
假面騎士Leangle（仮面ライダーレンゲル）
變身者：上城睦月
由偽裝成人類伊坂的方塊J不死者，在GARREN回收梅花A覺醒卡後控制烏丸所開發的最強騎士系統。由上城睦月通過將梅花A覺醒卡填裝入腰帶後變身而成（音效為『OPEN UP』）。
由於蜘蛛不死者(梅花A)過於兇殘，且它是故意被封印，所以變身後的睦月的意志會被蜘蛛不死者的怨念所操縱，變成邪惡的騎士。
第42話成功封印蜘蛛不死者後，睦月終於擺脫其控制並成為了伙伴。

#### 變身模式
| 型態名稱 | 簡介 | 外觀                                                                                 | 能力 | 必殺技 |
| 通常型態 | 原文： 第16話登場。劇中的主要形態，利用不死者卡片「梅花A（Change Spider）」變身的形態 身高： 體重： 拳擊力： 踢擊力： 跳躍力： 行動速度： | 以梅花A—蜘蛛不死者的外貌為主體，胸前印有梅花標記。以暗黃色和深綠色為主，擁有紫色複眼 | 無特殊能力，依照不死者卡片原有的能力發揮。 第42話蜘蛛不死者被完全封印前由於蜘蛛不死者的控制，戰力高強而且兇殘，甚至能指示其他不死者。而且在不需要刷卡的情況下使用其他幪面超人的必殺技。 | Blizzard Gale（狂霜暴風） 配合卡牌梅花3+6使用。手裏能發出冷凍氣凍結敵人。 Blizzard Crush（狂霜颶暴） 配合卡牌梅花5+6使用，權杖的騎士踢。向敵人作出踢擊的同時亦能將敵人凍結。 Blizzard Venom（狂冰毒嵐） 配合卡牌梅花4+6+8和武器Leangle Rouzer使用。首先躍起，利用武器Leangle Rouzer冲向敵人，然後向敵人發出冰毒使其反應減慢。 |

## S.I.C. 英雄傳說
「假面騎士劍 明日之後」是原作之後的故事，新引入的角色包括叧一個Joker (劍崎一真 版)，2007年2月至2007年5月於Hobby Japan連載。另外2008年5月刊登的「英雄傳說特別版：帝皇」有假面騎士金幣的King Form及2008年6月刊登的「英雄傳說特別版：四葉草」假面騎士權杖的Jack Form。
- 登場角色

| 假面騎士                    | 變身者   | 簡介 |
| 叧一個Joker （劍崎一真 版） | 劍崎一真 | 根據原作故事之後，52隻Undead被封印後相川始Joker成為地球唯一勝利者。為阻止Joker毀滅世界及為保留相川始，劍崎決定使用不斷使用假面騎士劍King Form所造成的後遺症變成叧一個Joker，能力與相川始Joker相若，外表偏藍帶有一把長劍。 |
| 假面騎士Garren King Form    | 橘朔也   | 原作第47集中，假面騎士GARREN打敗金居（長頸鹿鋸鍬形蟲Undead）後獲得卡片方塊K，雖成功封印但橘被打至重傷於海裏失踪，變身器更損壞了。「英雄傳說特別版：帝皇」中，則成功打敗長頸鹿鋸鍬形蟲Undead，其後於戰鬥插入Rouse Absorber把方塊Q（Absorb Serpent）融入方塊K（Evolution Giraffa），進化成為Garren King Form。                                             |
| 假面騎士Leangle Jack Form   | 上城睦月 | 原作第26集中，大地（大象Undaed）被打倒後變成的卡片梅花J，長期落在劍崎手上，而睦月的懦弱不能進化新的形態。「英雄傳說特別版：四葉草」中，經過橘先生的訓練，睦月實力有所增強，烏丸所長覺得睦月已能成功擺脫ACE 蜘蛛Undead的控制，給予Rouse Absorber加強Leangle實力，最後成功以梅花J（Fusion Elephant）融入梅花Q（Absorb Tiger），進化成為Leangle Jack Form。 |

「明日之後」章節
1. 上城睦月の憂鬱
2. 相川始の咆哮
3. 橘朔也の失策
4. 劍崎一真の心情

「英雄傳說特別版：四葉草」章節
1. JACK
2. WILD
3. KING
4. CLOVER

## 輔助工具
Blade（當 Blade 變身成 King Form 後，卡片會升值。）
- Lightning Slash(黑桃2+6)（雷霆裂斬）
- Lightning Blast(黑桃5+6)（雷霆爆裂）
- Lightning Sonic(黑桃5+6+9)（雷霆音速）

BLADE KING FORM
- Straight Flush(黑桃2+3+4+5+6)（同花順）
- Royal Straight Flush(黑桃10+J+Q+K+A)（同花大順）
- Four Of A Kind(黑桃6+紅心6+方塊6+梅花6+黑桃K)（鐵支）

Garren
- Burning Smash(方塊5+6)（烈焰破碎）
- Burning Divide(方塊5+6+9)（烈焰破碎 • 分身連舞）
- Burning Shot(方塊2+4+6)（熾燄加農）

Chalice
- Spinning Wave(紅心3+6)（螺旋湧浪）
- Spinning Attack(紅心5+6)（螺旋衝擊）
- Spinning Dance(紅心4+5+6)（龍捲貫舞）

Wild Chalice: 
- Wild Cyclone(Wild)（狂嘯疾風）

Leangle
- Blizzard Gale(梅花3+6)（狂霜暴風）
- Blizzard Clash(梅花5+6)（狂霜颶暴）
- Blizzard Venom(梅花4+6+8)（狂冰毒嵐）

劇場版三騎士：
♁假面騎士 巨劍 (GLAIVE) MIGHTY Gravity：Gravity Slash（強引裂斬）
♁假面騎士 短弓 (ARC) MIGHTY Ray：Ray Bullet（閃光熾彈）
♁假面騎士 長槍 (LANCE) MIGHTY Impact：Impact Stab（衝擊突刺）

## 登場怪人

### 不死者（Undead）
本作主要怪人。一萬年前由「神」創造出53隻代表不同相應物種的祖先的不死生物。牠們互相戰鬥（劇中稱為BATTLE FIGHT/極限之戰），爭奪成為可以統治地球，創造自己的理想世界的最終勝利者。而最後取得勝利的“人類UNDEAD”(紅心2)成為了人類的祖先，而其餘52只戰敗的UNDEAD由於其不死特性，則被封印在卡片裡。
一萬年後的現在，人類偶然發現記載UNDEAD戰鬥的遺跡（統稱人類基盤）和封印52隻UNDEAD的卡片，為了研究這些遺跡，研究員成立了人類基盤史研究所（通稱BOARD）。BORAD的研究員廣瀨義人為了尋求令死去妻子復活的方法，竟意外解放了大部份UNDEAD，遵從著再一次生存戰的UNDEAD們開始新一輪極限之戰。勝利者將被允許統治地球。但若最後的勝出者是Joker的話，世界就會進行洗牌而被毀滅。
由於其不死特性，UNDEAD並不會死去，被打倒後會進入停滯狀態。遠古時由作為裁判的封印之石進行封印，而假面騎士通過解封後遺留下的空白卡片進行封印。其後該假面騎士戰鬥時只要插卡就可以使用該不死者的能力。
故事中後期由於劇情推進，出現了由劇中角色(包括不死者人間體)的细胞制造出来的改造實驗體“Trial”系列。故事後期更出現了人工合成UNDEAD和人造UNDEAD，令UNDEAD數量超越53隻。

#### 黑桃
| 卡片                         | 效果                              | 介紹                                 | 備註 |
| 黑桃A （Change Beetle）      | 變身 （長戟大兜蟲Undead）         | 使用後可以獲得變身的能力。           | 插入腰帶進行變身的卡片。變身時有「Turn up」的語音。                                                            |
| 黑桃2 （Slash Lizard）       | 斬擊 （蜥蜴Undead）               | 使用後可以增強刀刃的鋒利度。         | 也可以把劍當盾。                                                                                               |
| 黑桃3 （Beat Lion）          | 打擊 （獅子Undead）               | 使用後可以強化拳擊的威力。           | 曾在Blade King Form時直接使用。                                                                                |
| 黑桃4 （Tackle Boar）        | 阻截 （野豬Undead）               | 使用後可以強化突進攻擊的撞擊力。     | 攻擊前都會先集中力量，曾經在發動此卡時衝擊落空而改把醒劍丟出去攻擊對手。                                       |
| 黑桃5 （Kick Locust）        | 踢擊 （蝗蟲Undead）               | 使用後可以強化跳躍力及踢擊的威力。   | |
| 黑桃6 （Thunder Deer）       | 雷電 （鹿Undead）                 | 使用後可以產生雷電。                 | 可以在電單車上使用。                                                                                           |
| 黑桃7 （Metal Trilobite）    | 金屬化 （三葉蟲Undead）           | 使用後可以使身體像金屬一樣堅硬。     | 原作僅在Hyper Battle DVD中由偽Blade使用。 有出現在Decade中。                                                   |
| 黑桃8 （Magnet Buffalo）     | 磁力 （水牛Undead）               | 使用後可以自由操縱磁力。             | 沒用過。 |
| 黑桃9 （Mach Jaguar）        | 馬赫 （豹Undead）                 | 使用後可以使自己高速移動。           | 可以在電單車上使用。                                                                                           |
| 黑桃10 （Time Scarab）       | 時間 （金龜子Undead）             | 使用後可以使一定範圍內的時間停止。   | 在停止範圍內所傷害的人或物會被反射於攻擊者之上（也就是不能在停止時攻擊）。 沒用過。                            |
| 黑桃J （Fusion Eagle）       | 融合 （鷹Undead）                 | 使用後可以獲得融合上級不死者的能力。 | 需配合Rouse Absorber使用，可變身為Blade Jack Form。 配合Blay Rouzer使用可增加2400AP(攻擊點數)。                |
| 黑桃Q （Absorb Capricorn）   | 吸收 （摩羯Undead）               | 使用後可以獲得吸收上級不死者的能力。 | 插入Rouse Absorber可以吸收J或K的力量，變身為Jack Form或King Form。 配合Blay Rouzer使用可增加2000AP(攻擊點數)。 |
| 黑桃K （Evolution Caucasus） | 進化 （高卡薩斯南洋大兜蟲Undead） | 使用後可以獲得進化為最強的能力。     | 需配合Rouse Absorb使用，可變身為Blade King Form。 配合Blay Rouzer使用可增加4600AP(攻擊點數)。                  |

##### 方塊
| 卡片                        | 效果                          | 介紹                                         | 備註 |
| 方塊A （Change Stag）       | 變身 （鋸鍬形蟲Undead）       | 使用後可以獲得變身的能力。                   | 插入腰帶進行變身的卡片。變身時有「Turn Up」的聲音。                                                                  |
| 方塊2 （Bullet Armadillo）  | 子彈 （犰狳Undead）           | 使用後可以使子彈的發射威力增強。             | |
| 方塊3 （Upper Frog）        | 上衝 （青蛙Undead）           | 使用後可以強化上勾拳的威力。                 | 不限定上勾拳，隨便出拳都算。                                                                                         |
| 方塊4 （Rapid Pecker）      | 連射 （啄木鳥Undead）         | 使用後可以高速連續發射子彈。                 | |
| 方塊5 （Drop Whale）        | 墜落 （鯨魚Undead）           | 使用後可以強化下壓踢的威力。                 | |
| 方塊6 （Fire Firefly）      | 火焰 （螢火蟲Undead）         | 使用後可以產生火焰。                         | 可以在摩托車上使用。卡片的圖案是螢火蟲，但是照命名規則應該是蒼蠅（劇中出現的名字是Fire Fly），成為一個粉絲間的趣談。 |
| 方塊7 （Rock Tortoise）     | 岩石 （烏龜Undead）           | 使用後可以使身體像岩石一樣堅硬。             | 沒用過。 |
| 方塊8 （Scope Bat）         | 領域 （蝙蝠Undead）           | 使用後可以賦予夜視能力及提高子彈的追蹤能力。 | 沒用過。 |
| 方塊9 （Gemini Zebra）      | 雙子星 （斑馬Undead）         | 使用後可以創造出一個分身。                   | |
| 方塊10 （Thief Chameleon）  | 偷竊 （變色龍Undead）         | 使用後可以偽裝成他人或使自己消失。           | 沒用過。 |
| 方塊J （Fusion Peacock）    | 融合 （孔雀Undead）           | 使用後可以獲得融合上級不死者的能力。         | 需配合Rouse Absorber使用，可變身為Garren Jack Form。 配合Garren Rouzer使用可增加2400AP(攻擊點數)。                   |
| 方塊Q （Absorb Serpent）    | 吸收 （蛇Undead）             | 使用後可以獲得吸收上級不死者的能力。         | 插入Rouse Absorber可以吸收J或K的力量，變身為Jack Form或King Form。 配合Garren Rouzer使用可增加2000AP(攻擊點數)。     |
| 方塊K （Evolution Giraffa） | 進化 （長頸鹿鋸鍬形蟲Undead） | 使用後可以獲得進化為最強的能力。             | 需配合Rouse Absorb使用，可變身為Garren King Form。 配合Garren Rouzer使用可增加4000AP(攻擊點數)。                     |

##### 紅心
| 卡片                         | 效果                    | 介紹                                                                           | 備註 |
| 紅心A （Change Mantis）      | 變身 （螳螂Undead）     | 使用後可以獲得變身的能力。                                                     | 配合Charis Rauser使用後可變身為螳螂不死者。 擦過腰帶進行變身的卡片。變身後有「Change」的聲音。 值得一提的是，其實Chalice這名字在原作中就是螳螂不死者的名字。在劇中會稱呼始為Chalice是被錯認，可能是因為長期使用這張卡片戰鬥。 |
| 紅心2 （Spirit Human）       | 靈魂 （人類Undead）     | 使用後可以變成人類的姿態。                                                     | 配合Charis Rauser使用後可變身為人類不死者。 |
| 紅心3 （Chop Head）          | 切斷 （雙髻鯊Undead）   | 使用後可以強化手刀的威力。                                                     | 配合Charis Rauser使用後可變身為雙髻鯊不死者。 |
| 紅心4 （Float Dragonfly）    | 漂浮 （蜻蜓Undead）     | 使用後可以使用者飄浮。                                                         | 配合Charis Rauser使用後可變身為蜻蜓不死者。 曾在紅心A被搶走時用做應急處理變成蜻蜓不死者戰鬥，但是實用性極差。期間被劍崎目擊後讓劍崎十分吃驚，也間接讓劍崎等人懷疑他的真面目。                                                 |
| 紅心5 （Drill Shell）        | 鑽掘 （田螺Undead）     | 使用後可以釋放出強大的回轉踢。                                                 | 配合Charis Rauser使用後可變身為田螺不死者。 |
| 紅心6 （Tornado Hawk）       | 龍捲風 （老鷹Undead）   | 使用後可以發射具有風屬性的箭。                                                 | 配合Charis Rauser使用後可變身為老鷹不死者。 可以在電單車上使用。 |
| 紅心7 （Bio Plant）          | 生命 （爬牆虎Undead）   | 使用後可以生成藤蔓捕獲束縛敵人。                                               | 配合Charis Rauser使用後可變身為爬牆虎不死者。 |
| 紅心8 （Reflect Moth）       | 反射 （蛾Undead）       | 使用後可以使身體周邊形成反射攻擊的屏障。                                       | 配合Charis Rauser使用後可變身為蛾不死者。 |
| 紅心9 （Recover Camel）      | 療癒 （駱駝Undead）     | 使用後可以治癒傷害並恢復體力。                                                 | 配合Charis Rauser使用後可變身為駱駝不死者。 |
| 紅心10 （Shuffle Centipede） | 拖曳 （蜈蚣Undead）     | 使用後可以把對手和自己的卡片交換洗亂。                                         | 配合Charis Rauser使用後可變身為蜈蚣不死者。 |
| 紅心J （Fusion Wolf）        | 融合 （狼Undead）       | 使用後可以獲得融合上級不死者的能力。                                           | 配合Charis Rauser 使用後可變身為狼不死者。 配合Charis Arrow使用可增加2400AP(攻擊點數)。 |
| 紅心Q （Absorb Orchid）      | 吸收 （蘭花Undead）     | 使用後可以獲得吸收上級不死者的能力。                                           | 配合Charis Rauser使用後可變身為蘭花不死者。 配合Charis Arrow使用可增加2000AP(攻擊點數)。 |
| 紅心K （Evolution Paradoxa） | 進化 （幽靈螳螂Undead） | 使用後可以獲得進化為最強的能力。                                               | 配合Charis Rauser使用後可變身為幽靈螳螂不死者。 另外當擁有所有紅心卡後可變身為狂野聖杯（Wild Chalice）。 配合Charis Arrow使用可增加2800AP(攻擊點數)。 原作中沒出現過的紅心K不死者，但後來在《假面騎士Decade》中出現。         |
| 百搭 （Wild）                | 野性                    | 使用後可以使出Wild Cyclone。狂野聖杯的專用卡片，由13張紅心卡融合而成的特殊卡。 | |

##### 梅花
| 卡片                          | 效果                    | 介紹                                     | 備註 |
| 梅花A （Change Spider）       | 變身 （綠蜘蛛Undead）   | 使用後可以獲得變身的能力。               | 插入腰帶進行變身的卡片。變身時有「Open Up」的聲音。 此卡的圖案在前期跟後期綠蜘蛛Undead被完全封印後有所不同（一開始底色為紫，完全封印後為金）。                                                               |
| 梅花2 （Stab Bee）            | 刺穿 （蜜蜂Undead）     | 使用後可以強化武器刀片的鋒利度。         | |
| 梅花3 （Screw Mole）          | 螺旋 （鼴鼠Undead）     | 使用後可以釋放高速迴轉拳。               | |
| 梅花4 （Rush Rhinoceros）     | 衝擊 （犀牛Undead）     | 使用後可以高速旋轉武器貫穿目標。         | |
| 梅花5 （Bite Cobra）          | 咬啃 （眼鏡蛇Undead）   | 使用後可以透過釋出的交叉踢增強踢擊威力。 | |
| 梅花6 （Blizzard Polar）      | 暴風雪 （北極熊Undead） | 使用後可以產生暴風雪。                   | 可以在摩托車上使用。 |
| 梅花7 （Gel Jellufish）       | 膠質化 （水母Undead）   | 使用後可以使身體液態化並使攻擊無效化。   | 沒用過。 |
| 梅花8 （Poison Scorpion）     | 毒物 （毒蠍Undead）     | 使用後可以為攻擊附加毒屬性效果。         | |
| 梅花9 （Smog Squid）          | 煙霧 （烏賊Undead）     | 使用後可以產生煙幕阻擋敵人的視線。       | |
| 梅花10 （Remote Tapir）       | 遙控 （貘Undead）       | 使用後可以把被封印的不死者暫時解放。     | 釋放出來的不死者可以按照使用者的意志進行操控，也可以保持不死者的意志自行活動。 極限之戰結束後沒法用。 |
| 梅花J （Fusion Elephant）     | 融合 （大象Undead）     | 使用後可以獲得融合上級不死者的能力。     | 需配合Rouse Absorber使用，可變身為Leangle Jack Form。 配合Lengel Rauser使用可增加2400AP(攻擊點數)。 劇中未曾使用過。實際使用只有在S.I.C英雄傳說中。 有一段時間在劍崎手上。                                   |
| 梅花Q （Absorb Tiger）        | 吸收 （老虎Undead）     | 使用後可以獲得吸收上級不死者的能力。     | 插入Rouse Absorber可以吸收J或K的力量，變身為Jack Form或King Form。 配合Lengel Rauser使用可增加2000AP(攻擊點數)。 原作中沒有變身成功，而是把蜘蛛不死者（梅花A）分離出來。但後來在20周年公演舞台劇中成功變身。 |
| 梅花K （Evolution Tarantula） | 進化 （捕鳥蛛Undead）   | 使用後可以獲得進化為最強的能力。         | 需配合Rouse Absorb使用，可變身為Lengel King Form。 配合Lengel Rauser使用可增加4000AP(攻擊點數)。 原作中沒有變身成功，而是把蜘蛛不死者（梅花A）分離出來。但後來在20周年公演舞台劇中成功變身。                 |

##### 附加（黃金)）
| 卡片                       | 效果                                  | 介紹 |
| 附加A （Change Keroberos） | 變身 （凱爾貝洛斯Undead）             | 插入腰帶進行變身的卡片。變身時有「Open Up」的聲音。 此卡由橘朔也複製原本屬於天王路博史的卡。                                                                    |
| 附加全能 （Mighty）        | 斬擊加雷電 （蜥蜴Undead融入鹿Undead） | 融入Blade的黑桃2（Slash Lizard）及黑桃6（Thunder Deer）的威力，專用武器Glaive Rouzer可作出重力斬擊系攻擊（Mighty Gravity）及帶有生成電氣能量，威力比Blade更強。 |
| 附加虛幻 （Vanity）        | 封印                                  | 融合四張King Form的卡用以封印開解古代遺蹟的人以獲得古代邪神十四的力量…                                                                                          |

#### 附加（紅色）
| 卡片                       | 效果                               | 介紹                                                                                |
| 附加A （Change Keroberos） | 變身 （刻耳柏洛斯Undead）          | 插入腰帶進行變身的卡片。變身時有「Open Up」的聲音。 此卡由志村純一複製。            |
| 附加全能 （Mighty）        | 子彈加Chalice弓之力 （犰狳Undead） | 融入Garren的方塊2（Bullet Armadillo）與Chalice的弓之力，強化Larc Rouzer的射擊威力。 |

#### 附加（綠色）
| 卡片                       | 效果                                                                     | 介紹 |
| 附加A （Change Keroberos） | 變身 （刻耳柏洛斯Undead）                                                | 插入腰帶進行變身的卡片。變身時有「Open Up」的聲音。 此卡由志村純一複製。                                                                        |
| 附加全能 （Mighty）        | 刺穿+Blizzard Venom （蜜蜂Undead、犀牛Undead、北極熊Undead及毒蠍Undead） | 以Leangle的梅花2（Stab Bee）為主，融入梅花4+6+8的必殺技Blizzard Venom（狂冰毒嵐），專用武器Lance Rouzer可作出附帶衝擊、暴風雪及毒物的突刺威力。 |

### Trial
藉結合了人類與Undead細胞的人造Undead。
戰鬥力比大部份下級Undead還強，受到重創時和Undead同樣會呈現無法活動的狀態，但無法被封印，不過可以用必殺技殺死。
另外，Trial系列不會在Undead搜尋器上顯示出來(刻耳柏洛斯除外)。
| 集數  | 怪人名稱(日文) | 怪人名稱(中文)                    | 備註                                                                     |
| 31-35 | トライアルD    | 改造實驗體D                       |                                                                          |
| 35-36 | トライアルE    | 改造實驗體E                       | 以橘的細胞做出。 於Hyper Battle DVD出現的個體則複製成Blade並得到其能力。 |
| 37-38 | トライアルF    | 改造實驗體F                       |                                                                          |
| 39-40 | トライアルB    | 改造實驗體B                       | 帶著廣瀬義人記憶。                                                       |
| 40    | トライアルG    | 改造實驗體G                       | 以睦月的細胞做出。                                                       |
| 45    | ケルベロス     | 刻耳柏洛斯（港譯 : 凱爾貝洛斯）   | 天王路以所有Undead的細胞做出的人工Undead。                               |
| 46    | ケルベロスII   | 刻耳柏洛斯II（港譯 : 凱爾貝洛斯） | 由天王路博史變身而成。                                                   |

## 播放列表
以下時間以當地時間（日本時間）為準：
| 日本首播   | 集數 | 標題漢譯                     | 登場不死者 | 編劇              | 導演       |
| ---------- | ---- | ---------------------------- | --- | ----------------- | ---------- |
| 2004/01/25 | 1    | 紫紺の戦士紫紺的戰士         | 蝙蝠不死者（方塊8） 蝗蟲不死者（黑桃5） | 今井詔二          | 石田秀範   |
| 2004/02/01 | 2    | 謎のライダー謎之騎士         | 蝗蟲不死者（黑桃5） 爬牆虎不死者（紅心7） | 今井詔二          | 石田秀範   |
| 2004/02/08 | 3    | 彼らの秘密…他們的秘密        | 鹿不死者（黑桃6） 蛾不死者（紅心8） | 今井詔二          | 鈴村展弘   |
| 2004/02/15 | 4    | 永遠の命の謎永恆的生命之謎   | 蛾不死者（紅心8） | 今井詔二 今井想吉 | 鈴村展弘   |
| 2004/02/22 | 5    | 過去への挑戦對過去的挑戰     | 蜈蚣不死者（紅心10） | 今井詔二          | 長石多可男 |
| 2004/02/29 | 6    | カリスの正体Chalice 的真面目 | 蜈蚣不死者（紅心10） | 今井詔二          | 長石多可男 |
| 2004/03/07 | 7    | 囚われた２号被囚禁的2號      | 三葉蟲不死者（黑桃7） | 今井詔二          | 諸田敏     |
| 2004/03/14 | 8    | 甦った者たち覺醒者們         | 三葉蟲不死者（黑桃7） 斑馬不死者（方塊9） | 今井詔二          | 諸田敏     |
| 2004/03/21 | 9    | 戦う者の運命鬥者們的命運     | 斑馬不死者（方塊9） 孔雀不死者（方塊J） | 今井詔二          | 石田秀範   |
| 2004/03/28 | 10   | 操られた戦士被操控的戰士     | 斑馬不死者（方塊9） 孔雀不死者（方塊J） | 今井詔二          | 石田秀範   |
| 2004/04/04 | 11   | 各々の居場所各自的歸屬       | 孔雀不死者（方塊J） 豹不死者（黑桃9） 綠蜘蛛不死者（梅花A）                                                                                                   | 宮下隼一          | 鈴村展弘   |
| 2004/04/11 | 12   | カテゴリーＡ類別A            | 綠蜘蛛不死者（梅花A） 田螺不死者（紅心5） | 宮下隼一          | 鈴村展弘   |
| 2004/04/18 | 13   | 金色の糸の罠金色蛛絲的陷阱   | 孔雀不死者（方塊J） 綠蜘蛛不死者（梅花A） 獅子不死者（黑桃3）                                                                                                 | 今井詔二          | 長石多可男 |
| 2004/04/25 | 14   | エース封印！Ace封印!         | 孔雀不死者（方塊J） 綠蜘蛛不死者（梅花A） 蜻蜓不死者（紅心4）                                                                                                 | 今井詔二          | 長石多可男 |
| 2004/05/02 | 15   | 運命の適合者命運的適合者     | 孔雀不死者（方塊J） 蜻蜓不死者（紅心4） | 今井詔二          | 諸田敏     |
| 2004/05/09 | 16   | レンゲルの力Leangle 的力量   | 蜻蜓不死者（紅心4） | 今井詔二          | 諸田敏     |
| 2004/05/16 | 17   | 邪悪なベルト邪惡的腰帶       | 野豬不死者（黑桃4） 蜈蚣不死者（紅心10） 蝗蟲不死者（黑桃5） 鹿不死者（黑桃6） 豹不死者（黑桃9）                                                              | 井上敏樹          | 石田秀範   |
| 2004/05/23 | 18   | 暗闇を操る魂掌控著黑暗的靈魂 | 野豬不死者（黑桃4） 蝗蟲不死者（黑桃5） 鹿不死者（黑桃6） 豹不死者（黑桃9）                                                                                   | 井上敏樹          | 石田秀範   |
| 2004/05/30 | 19   | 暗黒を征す者黑暗的征服者     | 野豬不死者（黑桃4） 蝗蟲不死者（黑桃5） 鹿不死者（黑桃6） 豹不死者（黑桃9）                                                                                   | 井上敏樹          | 石田秀範   |
| 2004/06/06 | 20   | 標的は虎太郎目標為虎太郎     | 蜈蚣不死者（紅心10） 山羊不死者（黑桃Q） | 今井詔二          | 長石多可男 |
| 2004/06/13 | 21   | 友を思う戦い為了朋友而戰     | 山羊不死者（黑桃Q） 蘭花不死者（紅心Q） | 今井詔二          | 長石多可男 |
| 2004/06/27 | 22   | 闇からの脱出從黑暗中逃脫     | 蘭花不死者（紅心Q） 老鷹不死者（黑桃J） 鼴鼠不死者（梅花3）                                                                                                   | 會川昇            | 諸田敏     |
| 2004/07/04 | 23   | お前は誰だ？你到底是誰?      | 蘭花不死者（紅心Q） 老鷹不死者（黑桃J） 鼴鼠不死者（梅花3）                                                                                                   | 會川昇            | 諸田敏     |
| 2004/07/11 | 24   | 謎のハンター神秘的獵人       | 蘭花不死者（紅心Q） 大象不死者（梅花J） 狼不死者（紅心J） | 會川昇            | 佐藤健光   |
| 2004/07/18 | 25   | 裏切りの疾走背叛的暴走       | 蘭花不死者（紅心Q） 大象不死者（梅花J） 狼不死者（紅心J） | 會川昇            | 佐藤健光   |
| 2004/07/25 | 26   | 俺を動かす力驅使我的動力     | 大象不死者（梅花J） 捕鳥蛛不死者（梅花K） | 今井詔二          | 長石多可男 |
| 2004/08/01 | 27   | 揺れ動く心…動搖的心...       | 捕鳥蛛不死者（梅花K） 水牛不死者（黑桃8） | 今井詔二          | 長石多可男 |
| 2004/08/08 | 28   | 危険な賭け！？危險的賭注!?   | 捕鳥蛛不死者（梅花K） 啄木鳥不死者（方塊4） | 今井詔二          | 諸田敏     |
| 2004/08/15 | 29   | ２人のカリス二個 Chalice     | 蛇不死者（方塊Q） 烏龜不死者（方塊7） | 井上敏樹          | 諸田敏     |
| 2004/08/22 | 30   | 失われた記憶失去的記憶       | 蛇不死者（方塊Q） 烏龜不死者（方塊7） | 井上敏樹          | 諸田敏     |
| 2004/09/05 | 31   | 53番目の存在第53張牌         | 高卡薩斯南洋大兜蟲不死者（黑桃K） 金龜子不死者（黑桃10） 改造實驗體D                                                                                          | 會川昇            | 長石多可男 |
| 2004/09/12 | 32   | 破壊者の秘密破壞者的秘密     | 高卡薩斯南洋大兜蟲不死者（黑桃K） 金龜子不死者（黑桃10） 改造實驗體D                                                                                          | 會川昇            | 長石多可男 |
| 2004/09/19 | 33   | 狙われた剣崎劍崎遇襲         | 高卡薩斯南洋大兜蟲不死者（黑桃K） 改造實驗體D | 會川昇            | 息邦夫     |
| 2004/09/26 | 34   | カテゴリーＫ類別King         | 高卡薩斯南洋大兜蟲不死者（黑桃K） 改造實驗體D | 會川昇            | 息邦夫     |
| 2004/10/03 | 35   | 危険な変身！？危險的變身!?   | 改造實驗體D 改造實驗體E Joker 螳螂不死者（紅心A） 水母不死者（梅花7） 老虎不死者（梅花Q）                                                                     | 會川昇            | 諸田敏     |
| 2004/10/10 | 36   | 最強フォーム最強型態         | 改造實驗體E Joker 螳螂不死者（紅心A） 老虎不死者（梅花Q） 蜻蜓不死者（紅心4） 田螺不死者（紅心5）爬牆虎不死者（紅心7） 蛾不死者（紅心8） 蜈蚣不死者（紅心10） | 會川昇            | 諸田敏     |
| 2004/10/17 | 37   | 新たな運命へ邁向嶄新的命運   | Joker 改造實驗體F 老虎不死者（梅花Q） | 會川昇            | 長石多可男 |
| 2004/10/24 | 38   | 運命を掴む者掌握命運的人     | 改造實驗體F 老虎不死者（梅花Q） | 會川昇            | 長石多可男 |
| 2004/10/31 | 39   | 再会…父と娘再會...父與女     | 改造實驗體B 老虎不死者（梅花Q） | 宮下隼一          | 石田秀範   |
| 2004/11/14 | 40   | 過去との訣別與過去的訣別     | 改造實驗體B 改造實驗體G 老虎不死者（梅花Q） | 宮下隼一          | 石田秀範   |
| 2004/11/21 | 41   | 強くなりたい渴望能變強       | 長頸鹿鋸鍬形蟲不死者（方塊K） 老虎不死者（梅花Q） ティターン泰坦（方塊10+梅花8）                                                                              | 會川昇            | 鈴村展弘   |
| 2004/11/28 | 42   | レンゲル復活Leangle 復活     | 泰坦（方塊10+梅花8） 長頸鹿鋸鍬形蟲不死者（方塊K） 老虎不死者（梅花Q） 綠蜘蛛不死者（梅花A） 捕鳥蛛不死者（梅花K）                                            | 會川昇            | 鈴村展弘   |
| 2004/12/05 | 43   | 敵か味方か？是敵?是友?       | 泰坦（方塊10+梅花8） 長頸鹿鋸鍬形蟲不死者（方塊K） | 井上敏樹          | 長石多可男 |
| 2004/12/12 | 44   | フォーカードFour Card        | 泰坦（方塊10+梅花8） Joker | 井上敏樹          | 長石多可男 |
| 2004/12/19 | 45   | 新たなカード新生的卡片       | Cerberus Joker 大象不死者（梅花J） | 會川昇            | 諸田敏     |
| 2004/12/26 | 46   | 支配者の封印統治者的封印     | Cerberus II 長頸鹿鋸鍬形蟲不死者（方塊K） Joker | 會川昇            | 諸田敏     |
| 2005/01/09 | 47   | ギャレン消滅Garren 毀滅      | 長頸鹿鋸鍬形蟲不死者（方塊K） Joker ダークローチ黑暗蟑螂 | 會川昇            | 諸田敏     |
| 2005/01/16 | 48   | 滅びへの序章邁向毀滅的序章   | Joker 黑暗蟑螂 | 會川昇            | 長石多可男 |
| 2005/01/23 | 49   | 永遠の切札永遠的王牌         | Joker 黑暗蟑螂 | 會川昇            | 長石多可男 |

## 演員表
| 角色       | 演員       | 港配   | 台配   | 備註                                           |
| 劍崎一真   | 椿隆之     | 黃榮璋 | 何志威 |                                                |
| 橘朔也     | 天野浩成   | 李錦綸 | 李景唐 |                                                |
| 相川始     | 森本亮治   | 陳廷軒 | 李景唐 |                                                |
| 上城睦月   | 北條隆博   | 李致林 | 梁興昌 |                                                |
| 廣瀨詩織   | 江川有未   | 林元春 | 李明幸 |                                                |
| 白井虎太郎 | 竹財輝之助 | 蘇強文 | 梁興昌 |                                                |
| 栗原遙香   | 山口香緒里 | 謝潔貞 | 李明幸 |                                                |
| 栗原天音   | 梶原光     | 曾佩儀 | 龍顯蕙 |                                                |
| 深澤小夜子 | 栗田麗     | 鄭麗麗 |        |                                                |
| 山中望美   | 宮澤亞里沙 | 張頌欣 |        |                                                |
| 烏丸啟     | 山路和弘   | 盧國權 | 李景唐 |                                                |
| 桐生豪     | 增澤望     | 黎景全 |        |                                                |
| 廣瀨義人   | 春田純一   | 潘文柏 | 梁興昌 |                                                |
| 天王路博史 | 森次晃嗣   | 黃子敬 | 李景唐 |                                                |
| 生原羽美   | 東海林愛美 | 林雅婷 |        | 登場集數35-36                                  |
| 一之瀨仁   | 藤間宇宙   | 李致林 |        |                                                |
| 高原       | 林泰文     | 翟耀輝 |        | 鷹不死者人間體，黑桃J，登場集數22-23           |
| 矢澤       | 是近敦之   | 黎景全 | 梁興昌 | 山羊不死者人間體，黑桃Q，登場集數20-21         |
| KING       | 上條誠     | 梁偉德 |        | 高加索大兜蟲不死者人間體，黑桃K，登場集數31-34 |
| 伊坂       | 本宮泰風   | 劉昭文 | 李景唐 | 孔雀不死者人間體，方塊J，登場集數5-15          |
| 澄         | 福澄美緒   | 陸惠玲 |        | 蛇不死者人間體，方塊Q，登場集數29-30           |
| 金居       | 窪寺昭     | 黎景全 | 何志威 | 鍬形蟲不死者人間體，方塊K，登場集數41-47       |
| 新名       | 加加美正史 | 陳卓智 |        | 狼不死者人間體，紅心J，登場集數24-25           |
| 吉永美雪   | 肘井美佳   | 陳凱婷 |        | 蘭花不死者人間體，紅心Q，登場集數20-25         |
| 大地       | 成田浬     | 招世亮 |        | 大象不死者人間體，梅花J，登場集數24-26，45     |
| 城光       | 濱崎茜     | 黎桂芳 |        | 老虎不死者人間體，梅花Q，登場集數35-42         |
| 嶋昇       | 相澤一成   | 黃啟昌 |        | 紅蜘蛛不死者人間體，梅花K，登場集數26-28，42   |

## 音樂

### 主題曲
- 《Round Zero~Blade Brave》（1－30話）
- 作詞：藤林聖子　作曲：吉田勝彌　編曲：近藤昭雄　歌：相川七瀨
- 《Elements》（31－49話）
- 作詞：藤林聖子　作曲：藤末樹　編曲：Rider Chips / 渡部チェル　歌：Rider Chips / Ricky
- 《Be Brave！幪面超人》（香港版）
- 作詞：鄭櫻綸　作曲：吉田勝彌　歌：林峯

### 插曲
- 《覺醒》（2話－21話）

作詞：藤林聖子　作曲：渡部チェル　編曲：近藤昭雄　歌：Ricky
- 《Rebirth》（23話－30話、47話）

作詞：藤林聖子　作曲 / 編曲：青野ゆかり　歌：天野浩成
- 《Take It a Try》（31話－45話）

作詞：藤林聖子　作曲 / 編曲：渡部チェル　歌：森本亮治

## 其他相關媒體

### 劇場版
- 《劇場版 假面騎士劍 MISSING ACE》（2004年9月11日上映）
- 《超級英雄大戰GP 假面騎士3號》（2015年3月21日上映）

### 電視影集
- 《假面騎士Decade》

第30-31話，劍崎 一真/假面騎士劍 登場。
- 《假面騎士ZI-O》

第29-30話，劍崎 一真/假面騎士劍，相川始/假面騎士Chalice，栗原天音 登場。

### 網路劇
- 《假面戰隊五騎士》

劍崎 一真/假面騎士劍 登場。
- 《假面騎士Outsiders》


橘朔也/假面騎士金幣 登場。

## 超級英雄時間相關條目
- 《特搜戰隊刑事連者》

## 海外播放

### 台灣
台灣東森幼幼台曾於2006年9月3日至2007年8月5日期間每週日下午5時30分首播國語配音版。
| 台灣 東森幼幼台 星期日 17:30-18:00           | 台灣 東森幼幼台 星期日 17:30-18:00     | 台灣 東森幼幼台 星期日 17:30-18:00 |
| -------------------------------------------- | -------------------------------------- | ---------------------------------- |
|                                              | 假面騎士劍 (2006年9月3日—2007年8月5日) |                                    |
| 假面騎士Faiz （2005年9月18日—2006年8月27日） | 不明                                   |                                    |

### 香港
香港無綫翡翠台曾於2006年11月11日至2007年11月17日期間每週六中午12時30分首播粵語配音版，設有提供中文字幕。
| 香港 無綫翡翠台 星期六 12:30-13:00 | 香港 無綫翡翠台 星期六 12:30-13:00 | 香港 無綫翡翠台 星期六 12:30-13:00 |
| ---------------------------------- | ---------------------------------- | ---------------------------------- |
|                                    | （2006年11月11日—2007年11月17日）  |                                    |
| （2005年10月29日—2006年11月4日）   | （2007年11月24日—2008年11月29日）  |                                    |

## 相關資料
1. ↑  全劇只有Blade和Garren成功進化成Jack Form。
2. ↑  全劇只有Blade成功進化成King Form。
3. ↑  由於Chalice的本體是不死者，而且可以插卡使用該不死者的能力，甚至變身成該不死者，所以Chalice的King Form（名爲Wild Form）是無需依靠紅心Q，直接使用紅心K的卡牌變身。
4. ↑  全劇沒有出現純正的King Form。
5. 1 2  Kuwagata
6. 1 2  Kamakiri
7. ↑  Batta、Hopper
8. ↑  Kujira
9. ↑  Kame
10. ↑  Kujaku
11. ↑  Taka
12. ↑  Sai
13. ↑  Sasori
14. ↑  Zou
15. ↑  Tora
16. ↑  2004年6月20日因轉播第104屆《美國高爾夫公開賽》而須停播一次。
17. ↑  2004年8月29日因轉播《2004年夏季奧林匹克運動會》特別節目而須停播一次。
18. ↑  2004年11月7日因轉播第36屆《全日本大學接力賽》而須停播一次。
19. ↑  2005年1月2日因逢日本新年而須停播一次。

## 外部連結
- 仮面ライダー剣 （页面存档备份，存于）（テレビ朝日公式サイト）
- 仮面ライダー剣（東映公式サイト）